# Ultrassom Focado de Alta Intensidade (HIFU)
Ultra-som focalizado de alta intensidade (HIFU  - High Intensity Focused ultrasound) é uma tecnologia inovadora aplicada à medicina.
O mecanismo vale-se de um feixe concentrado de ondas ultrassônicas em determinado alvo. As ondas ultrapassam isoladamente tecidos sem interação, exceto no alvo a que convergem. Nesse ponto, há os efeitos termomecânicos (ablação). Geralmente é assistido por mecanismos de imagem, com ultrassom (comum) ou ressonância magnética, de modo a orientar a intervenção do cirurgião. 

## Usos médicos
As ondas possuem muito mais energia, muito mais concentrada, e com frequências distintas, do ultrassom tradicional, que visa a diagnósticos. No Brasil, o uso mais consolidado é para o tratamento de câncer prostático, com perspectivas para aplicação futura em tecidos renais. Os centros disponíveis para tratamento localizam-se em:
- Curitiba - Hospital Nossa Senhora das Graças (Dr. Marcelo Bendhack, equipamento Sonacare[1]), desde 2011;
- São Paulo - (Dr. Marcelo Bendhack, equipamento Sonacare), desde 2015;
- São Paulo - Hospital A.C. Camargo (Dr. Gustavo Guimarães, equipamento Ablatherm[2]), desde 2011;
- São Paulo - Hospital Brigadeiro, ou "Hospital do Homem" (Secretaria de Saúde do Estado de São Paulo, equipamento Ablatherm[3]), desde 2015
- São Paulo - a partir de 2019 o tratamento se disseminou em outros grandes centros de referência (Einstein, Moriah, 9 de Julho)[4]

Predefinição:Update after

### O câncer de próstata
Em 2015, o FDA autorizou dois dispositivos (Sonacare e Ablatherm).
Essa aplicação de HIFU possui as primeiras publicações nos anos 90, mas apenas a partir de 2010 surgiram os primeiros artigos relatando números expressivos de pacientes (>1000) acompanhados por mais de 10 anos. Os resultados apontam recidivamento equivalente às opções mais invasivas e tradicionais, com drástica redução dos relatos de incontinência urinária, disfunção erétil e outros riscos vasculares e cirúrgicos. Não há histórico de mortalidade durante a realização da técnica ou por complicações dela decorrentes. 
No Brasil, o tratamento é aprovado pela ANVISA, adotado pela Secretaria de Saúde de São Paulo , mas encontra forte resistência, pelos seus custos, dos Planos de Saúde, não estando previsto no Rol exemplificativo de coberturas mínimas em todo território nacional da ANS. Devido ao elevado investimento e treinamento no exterior necessários ao médico que o deseje aplicar aos seus pacientes, bem como pelos impactos financeiros negativos sobre cooperativas médicas e adeptos dos métodos tradicionais, encontra também resistências entre alguns segmentos da Urologia no Brasil.
O uso de terminal transretal orientado por ultrassom permite uma ablação mais focal em muitos casos, com menor dano possível ao tecido.

#### Aplicações em Estética
Além de suas aplicações na medicina, o Ultrassom Focado de Alta Intensidade (HIFU) também é utilizado na estética para procedimentos não invasivos faciais e contorno corporal. A tecnologia promove a estimulação da produção de colágeno nas camadas profundas da pele, resultando em um efeito lifting, redução da flacidez e de rugas por tensionamento da pele. Além disso, o HIFU tem sido empregado na redução de gordura localizada, oferecendo uma alternativa sem cirurgia para pacientes que desejam melhorar o contorno corporal.